# خانه‌های شرکت نفت (شماره ۴۰۴)
منازل شرکت نفت (شماره ۴۰۴) مربوط به دوره پهلوی است و در شهرستان آبادان، بریم شمالی، پلاک ۴۰۴ واقع شده و این اثر در تاریخ ۱۷ اسفند ۱۳۸۱ با شمارهٔ ثبت ۷۹۵۴ به‌عنوان یکی از آثار ملی ایران به ثبت رسیده است.